# Таверна (Козенца)
Таверна је насеље у Италији у округу Козенца, региону Калабрија.
Према процени из 2011. у насељу је живело 3292 становника. Насеље се налази на надморској висини од 143 м.